# Boom XB-1 Baby Boom
Il Boom XB-1 Baby Boom è un aeroplano sperimentale a basso boom sonico in via di sviluppo da parte della Boom Technology in collaborazione con la Virgin Galactic. Il dimostratore tecnologico è un modello in scala 1 a 3, precursore di un velivolo da trasporto civile supersonico da 64 posti (il Boom Overture). Il suo primo volo di prova è avvenuto il 22 marzo 2024 presso lo spazioporto di Mojave in California.

## Storia del progetto
Il primo volo del dimostratore supersonico XB-1 Baby Boom fu inizialmente previsto nel 2017. La versione iniziale prevedeva l'allestimento con tre motori turbogetto General Electric CJ610 (la versione civile derivata dal motore J85) e una campagna di prove in volo supersonico presso la base militare di Edwards.
Le prime specifiche tecniche furono comunicate il 15 novembre 2016, mentre ad aprile del 2017 la Boom dichiarò di aver raggiunto la necessaria copertura finanziaria per lo sviluppo e costruzione del dimostratore.
La prima verifica preliminare del progetto fu completata nel giugno del 2017 e portò all'adozione della versione militare dei motori (J85), in grado di erogare una spinta maggiore; le prove in volo avrebbero dovuto iniziare verso la fine del 2018.
Nel 2017, il longherone alare in composito fu provato sotto carico in un apposito forno che manteneva la temperatura di 149 °C (300 °F), al di sopra di quella prevista in condizioni operative. La data prevista del primo volo supersonico fu spostata al 2019.
A luglio del 2018 fu completata la progettazione aerodinamica, costruito il piano orizzontale di coda e acquisiti i motori che nel frattempo avevano cambiato ancora versione e prestazioni, passando dai 16 chilonewton (3 600 lbf) di spinta del J85-21 ai 19 chilonewton (4 300 lbf) del J85-15. La TSC, costruttore dei mezzi della Virgin Galactic, fornirà supporto per le prove di volo presso lo spazioporto di Mojave.
Il 7 ottobre del 2020 è stato presentato alla stampa il primo prototipo completo.
Il 22 marzo 2024 effettua il primo volo nel deserto del Mojave.
Il 28 gennaio 2025 effettua il primo volo supersonico raggiungendo Mach 1,122 e compiendo tre diverse corse supersoniche durante lo stesso volo.

## Tecnica
L'XB-1 ha una lunghezza di 21 metri (69 ft), una apertura alare di 5,2 metri (17 ft) ed un peso massimo al decollo di 6 100 chilogrammi (13 400 lb). È equipaggiato con tre motori J85-15 con prese d'aria e ugelli di scarico a geometria variabile in grado di sostenere una velocità di crociera a Mach 2,2 per un raggio operativo di almeno 1 000 miglia nautiche (1 900 km). La fusoliera, costruita con materiali compositi, è caratterizzata da una estesa carenatura anteriore e presenta uno spigolo (chine) che corre longitudinalmente favorendo direzionalità ed aumento di portanza a velocità supersoniche.

### Materiali
I materiali resistenti alle alte temperature (fino a 153 °C (307 °F)) dei bordi di attacco delle ali e del muso sono forniti dall'olandese TenCate Advanced Composites, già fornitore di componenti resistenti ad alte temperature per il lanciatore Falcon 9 della SpaceX.
La cellula è costituita principalmente da fibre di carbonio in matrice epossidica, con inserti di fibre ad alto modulo nelle estremità dei longheroni alari e preimpregnati con resina di bismaleimide per i bordi di attacco e le centine soggette alle alte temperature. Il combustibile sarà anche impiegato come pozzo di calore per assorbire il calore smaltito dall'impianto di pressurizzazione e condizionamento dell'abitacolo.